# Stade Toulousain

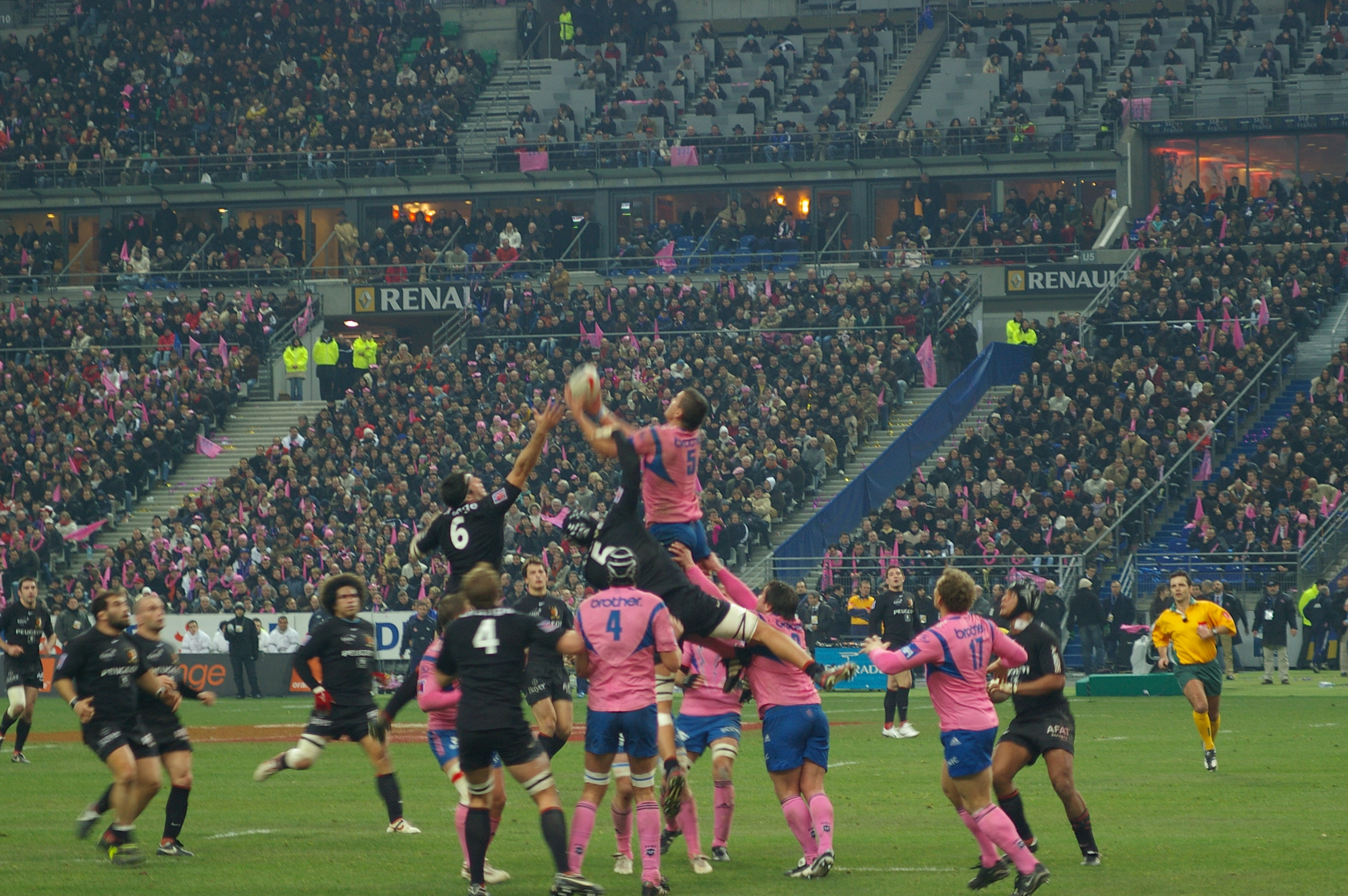
Clásico entre el Toulouse y el Stade Français París

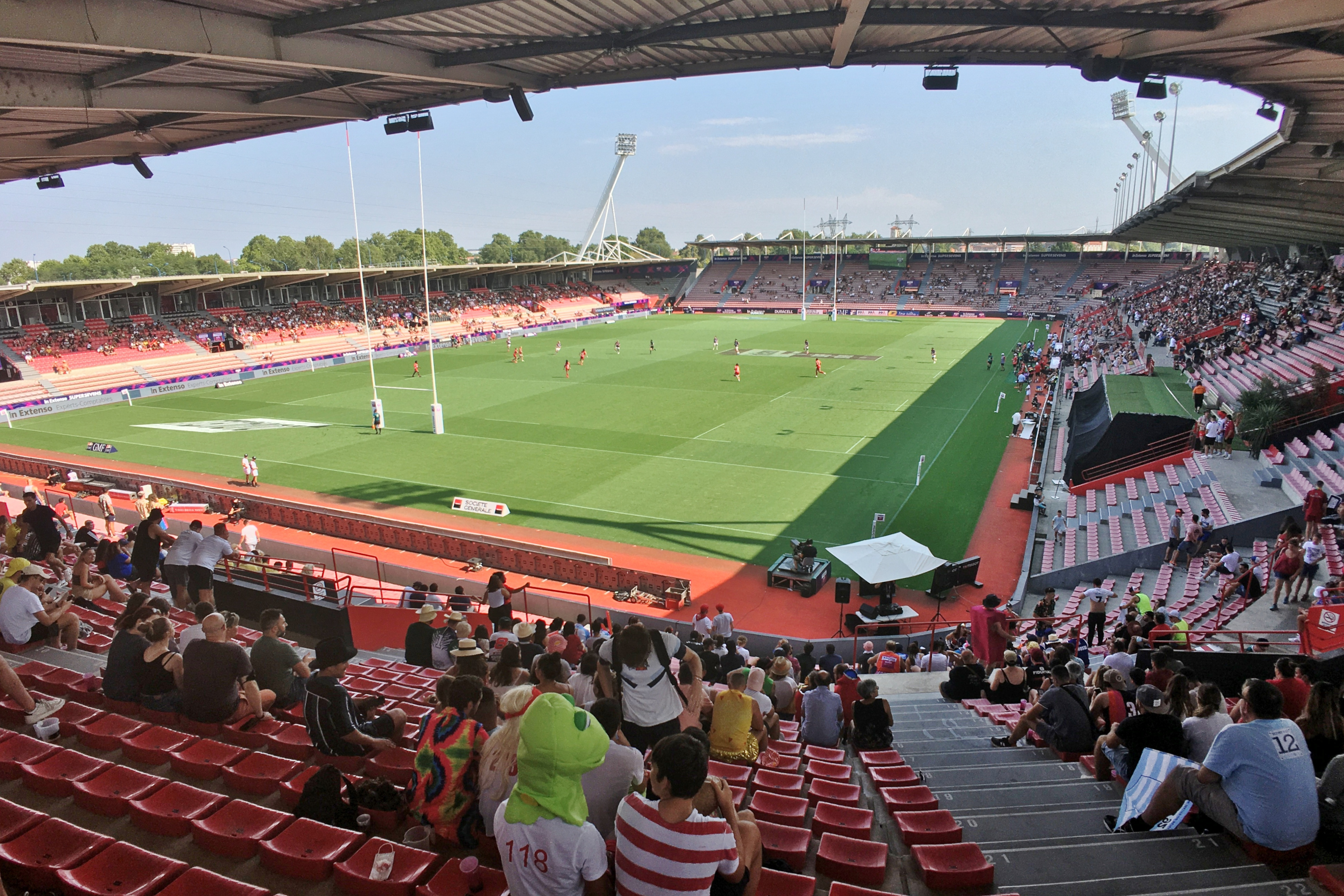
Estadio Ernest-Wallon

El Stade Toulousain es un equipo francés profesional de rugby con sede en la ciudad de Toulouse y que disputa el Top 14, la máxima competición de aquella nación.
Se trata del equipo más importante de su país, siendo el club que más jugadores ha aportado a la selección nacional y el que lidera como el que más ligas y copas ha ganado. El mismo honor lo inviste en Europa con sus seis Copas de Europa, por lo que a menudo es considerado como uno de los más grandes clubes del rugby mundial.

## Historia
Club de rugby francés, fundado en el año 1907 de la fusión de dos clubes de estudiantes de Toulouse, el Stade Olympien des Étudiants de Toulouse y el Sport Atléthique Toulousain. El club pierde su primera final en el año 1909 frente al Stade Bordelais pero unos años más tarde el club de la “Virgen Roja” (así es el apodo del club desde entonces) ganó su primer título en final del campeonato francés frente al Racing Club.
En la década de 1920 el rugby se convierte en “El Deporte Rey” en Francia y el Stade Toulousain ganó tres títulos más (1922, 1923, 1924). Pero el Toulouse tendrá que esperar el fin de la Segunda Guerra Mundial para poner de nuevo su huella en el palmarés del Campeonato (1947).
Después de años de sequía, en los años 70 el Béziers se impuso como el máximo club de Francia, el club vuelve a ser campeón y a levantar el famoso Escudo de Brennus en el año 1985. Gracias a una nueva generación de entrenadores y de jugadores, el Stade Toulousain consigue volver a ser la máxima referencia del rugby francés y europeo inventando una forma nueva de jugar, basada en el espectáculo y la eficacia, que sigue inspirando a muchos entrenadores en el mundo.
En el año 1996, después de la legalización del rugby profesional por la World Rugby, los mejores clubes y provincias de Francia, Escocia, Gales, Italia y Rumanía compiten en la primera Copa de Europa. El Stade Toulousain se impone como el primer club en ser campeón de Europa ganando la final contra el Cardiff RFC. La final se jugó en el Arms Park de Cardiff. El Toulouse levantó la Copa de Europa 5 veces más en 2003, 2005, 2010, 2021 y 2024, lo que hace del club occitano el que mayor cantidad de Copas de Europa tiene (además perdió las finales de 2004 frente a los Wasps RFC y 2008 frente al Munster Rugby de Irlanda).

## Rivalidades
La rivalidad entre el Stade Toulousain y el Stade Français es la más importante de Francia y sus encuentros son conocidos como le Classico. Se inició en los años 1990 cuando el Stade Français empezó a perturbar el medio conservador del rugby con su camiseta rosa y parecida a la de un superhéroe, su comercialidad como el realizar un calendario con sus jugadores desnudos que sale cada año y la rápida consecución de títulos por medio de un excelente equipo. El club parisino desafió al gigante del suroeste de Francia y todos los años es el partido con más asistencia.

## Jugadores destacados
| - Patricio Albacete - Christian Califano - Philippe Carbonneau - Thomas Castaignède - Thierry Dusautoir - Jean-Baptiste Élissalde - Xavier Garbajosa - Omar Hasan - Cédric Heymans - Adolphe Jauréguy - Yannick Jauzion - Byron Kelleher - Marcel-Frédéric Lubin-Lebrère | - Frédéric Michalak - Guy Novès - Émile N’Tamack - Fabien Pelous - Tom Richards - Jean-Pierre Rives - David Skrela - Jean-Claude Skrela - Gareth Thomas - Franck Tournaire - Pierre Villepreux - Christophe Deylaud | - Denis Charvet - Vincent Clerc - Antoine Dupont |

## Palmarés

### Torneos internacionales
- Copa de Campeones de Europa (6): 1995–96, 2002–03, 2004–05, 2009–10, 2020-21 y 2023-24.

- Orange Cup (1): 2001

- Toulouse Masters (2): 1986, 1990

- Subcampeón Copa de Campeones de Europa (2): 2003-04, 2007-08

### Torneos nacionales
- Top 14 (24): 1911-12, 1921-22, 1922-23, 1923-24, 1925-26, 1926-27, 1946-47, 1984-85, 1985-86, 1988-89 , 1993-94, 1994-95, 1995-96, 1996-97, 1998-99, 2000-01, 2007–08, 2010–11, 2011–12, 2018–19, 2020-21, 2022-23, 2023-24, 2024-25

- Copa de Francia (3): 1946, 1947, 1984.

- Desafío Yves du Manoir (5): 1934, 1988, 1993, 1995, 1998.

- Coupe de l'Esperance (1): 1915-16

- Subcampeón Top 14 (8): 1902-03, 1908-09, 1920-21, 1968-99, 1979-80, 1990-91, 2002-03, 2005-06